# Les Enfants de Mathusalem
Les Enfants de Mathusalem (titre original: Methuselah's Children) est un roman de Robert A. Heinlein publié initialement en épisodes entre juillet et septembre 1941 dans The Magazine of Fantasy &  Science Fiction et publié en livre en 1958.
Le livre dépeint un univers futuriste dans lequel certaines personnes (qui s'appellent entre eux la Famille Howard) vivent trois fois plus longtemps, mais la vieillesse proprement dite est très brève.
Ce roman est décomposable en deux parties très distinctes, la première, conventionnelle, étant la fuite des membres de la Famille Howard, et la seconde, plus philosophique, étant les rencontres de ces membres avec de nouvelles formes de vies et sociétés.

## Résumé
L'intrigue du roman est située dans le futur, au XXIIe siècle. Les personnages principaux du roman, qui vivent plus longtemps que la normale, sont le fruit d'une tentative eugéniste, consistant à croiser de préférence les hommes et femmes ayant naturellement de longues durées de vie.
Les membres de cette famille très discrète tentent de se faire connaitre du grand public, mais l'accueil n'est pas celui attendu, et les gouvernements terrestres décrètent leur capture car ils pensent que la longévité est le fruit d'un secret (médicament, soin particulier, etc.), et ils veulent que tous en bénéficient.
Ces enfants de Mathusalem sont alors obligés de fuir à travers l'espace, et d'explorer de nouveaux mondes pour y trouver leur place. Au cours de leur voyage, ils se trouveront face à des humanoïdes apprivoisés littéralement par leurs dieux, puis face à une forme de vie dont l'intelligence partagée est divisée sur plusieurs individus en même temps.

## Éditions en français
- Histoire du futur (Tome 2), OPTA, Club du livre d'anticipation n°10, 1969.
- J'ai lu n° 519, 1974.
- Pocket n° 5095, 1981.
- dans Histoire du futur (Tome 4): Les enfants de Mathusalem / Les orphelins du ciel, Gallimard, Coll. Folio SF n° 210, 2005.